# Timocharis
Timocharis, född cirka 320 f.Kr., död cirka 260 f.Kr., grekisk astronom och filosof. Han föddes troligen i Alexandria och var samtida med Euklides.
Omkring 300 f.Kr. skapade han den första stjärnkatalogen med hjälp av Aristillos. Mer än 150 år senare jämförde Hipparchos sin egen stjärnkatalog med Timocharis och upptäckte att stjärnornas longitud hade ändrats, vilket hjälpte honom att för första gången bestämma precessionen. Han var också den första kända astronomen som dokumenterade planeten Merkurius (265 f.Kr.).
Timocharis-kratern på månen är uppkallad efter honom.